# Final de la Primera B 2017 (Colombia)
La Final de la Primera B 2017 fue una llave de definición, en la cual se enfrentaron el campeón del Torneo Apertura 2017, Boyacá Chicó, contra el campeón del Finalización 2017, Leones, disputándose en partidos de ida y vuelta, para determinar al equipo que ascenderá a la Categoría Primera A de 2018.

## Sistema de competición

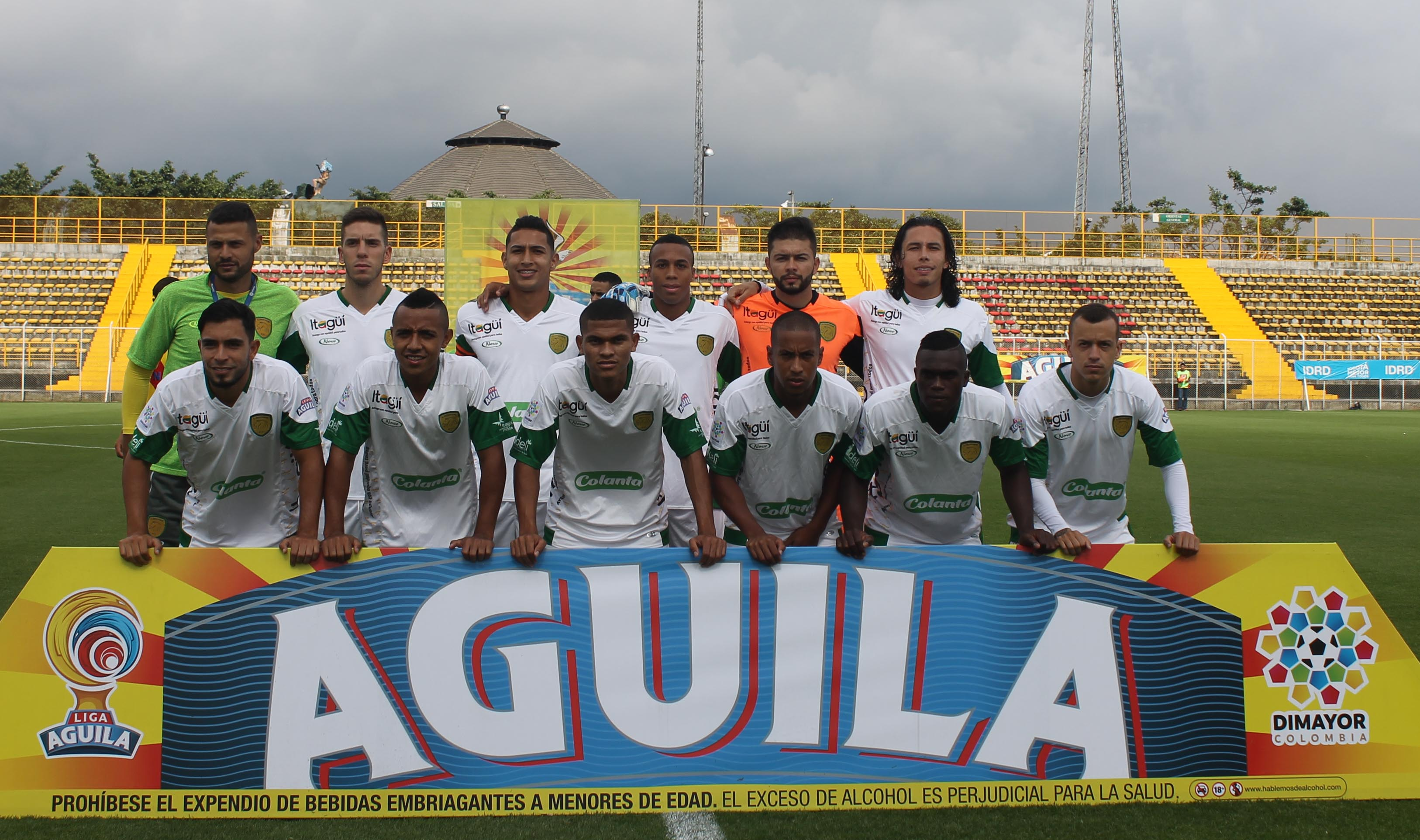
Jugadores de Itagüí Leones.

Disputarán el ascenso a la Categoría Primera A los campeones de los Torneos Apertura y Finalización 2017. El Club con mayor número de puntos en la Tabla General de reclasificación de la Temporada 2017, (tabla que suma los puntos obtenidos por los Clubes participantes durante ambos Torneos) y tomando en cuenta los criterios de desempate establecidos en el reglamento de competencia, será el que juegue como local en el partido de vuelta, mientras que el club perdedor jugará el repechaje por el segundo ascenso ante el mejor equipo ubicado no campeón en la tabla de reclasificación.
Leones al ganar  el torneo finalización y quedar de líder en la tabla de reclasificación ascenderá directamente sin importar el resultado de este partido. Por tal motivo se presentan dos situaciones particulares:
- Si leones gana la gran final, obtendrá su título y obliga al Boyacá Chicó a jugar el ascenso contra el mejor de la reclasificación, que es el mismo leones, por tal situación se le cede el cupo al Cúcuta Deportivo.

- Si Chicó gana la gran final, obtendrá su título y asciende a primera división, y leones no tendrá que jugar repechaje por el segundo ascenso ya que lideró la reclasificación, por tal motivo también ascendería.

## Información de los equipos
| Equipo       | Entrenador                  | Ciudad            | Estadio                  | Capacidad |
| ------------ | --------------------------- | ----------------- | ------------------------ | --------- |
| Leones       | Juan Carlos Sánchez Cuartas | Itagüí, Antioquia | Metropolitano Itagüí     | 14 000    |
| Boyacá Chicó | Jhon Jaime Gómez            | Tunja, Boyacá     | Estadio La Independencia | 23 000    |

## Final del año
- La hora de cada encuentro corresponde al huso horario que rige a Colombia (UTC-5)

| 2 de diciembre de 2017, 17:15 | Boyacá Chicó | 0:0 | Leones | Estadio La Independencia, Tunja                            |  |
|                               |              |     |        | Asistencia: 1 000 espectadores Árbitro(s): Carlos Betancur |  |

| 6 de diciembre de 2017, 17:00 | Leones                               | 1:1 (1:0) (3:5 p.)         | Boyacá Chicó                                   | Estadio Metropolitano Ciudad de Itagüí, Itagüí, Antioquia |                                                         |
|                               | Medina 45+3'                         |                            | Vázquez 55'                                    | Asistencia: 5 000 espectadores Árbitro(s): Andrés Rojas   | Asistencia: 5 000 espectadores Árbitro(s): Andrés Rojas |
|                               |                                      | Tiros desde el punto penal |                                                |                                                           |                                                         |
|                               | Restrepo · Muñoz · Jaramillo · Serna |                            | Ponce · Barreto · Vázquez · Escobar · Mosquera |                                                           |                                                         |

|                                     |
| Campeón Boyacá Chicó Segundo título |